# Бомбардировка Гамбурга
Бомбардировка Гамбурга — серия «ковровых бомбардировок» города, проведённых Королевскими военно-воздушными силами Великобритании и военно-воздушными силами армии США 25 июля — 3 августа 1943 года в рамках операции «Гоморра» против мирного населения. В результате авианалётов погибло до 45 000 человек, до 125 тысяч получили ранения (оценки разнятся, называются цифры от 37 до 200 тысяч), около миллиона жителей были вынуждены покинуть город. Безвозвратно была уничтожена историческая застройка Альтоны.

## Подготовка
С начала Второй мировой войны Гамбург, крупный промышленный центр, порт и транспортный узел, неоднократно подвергался авианалётам. В городе на тот момент находились нефтеперерабатывающие предприятия, бункера подводных лодок, верфи и значительное количество военно-промышленных предприятий.
21 января 1943 года на конференции союзников в Касабланке была принята директива «Об усилении совместного воздушного наступления против Германии». Директива предусматривала использование стратегической авиации для планомерного уничтожения военной промышленности и экономики Германии, а также «подрыва морального духа немецкого народа». Авиаудары следовало наносить круглосуточно. Бомбардировочное командование Королевских ВВС должно было проводить ночные рейды, 8-я воздушная армия США — дневные.
Командующий корпусом бомбардировочной авиации Королевских ВВС Артур Харрис считал, что уничтожение немецких рабочих, членов их семей и их жилья столь же эффективно, как и уничтожение промышленных предприятий, где были заняты эти рабочие. 27 мая 1943 года Артур Харрис подписал приказ Bomber Command Order No. 173 об операции под кодовым названием «Гоморра» (англ. Operation Gomorrah), которая началась два месяца спустя. («И пролил Господь на Содом и Гоморру дождём серу и огонь от Господа с неба»; Бытие. 19:24.)
При этом британская авиация впервые применила новое средство для создания сильных помех немецким радарам — Window: сброс самолётами полос алюминиевой фольги определённого размера. Средство было разработано ещё в 1942 году, однако британское командование берегло его до начала вторжения на Сицилию, которое союзники осуществили 10 июля 1943 года.
15 июля 1943 года на совещании, где присутствовал Уинстон Черчилль, Харрису разрешили применить Window при атаках на Гамбург.

## Бомбардировки

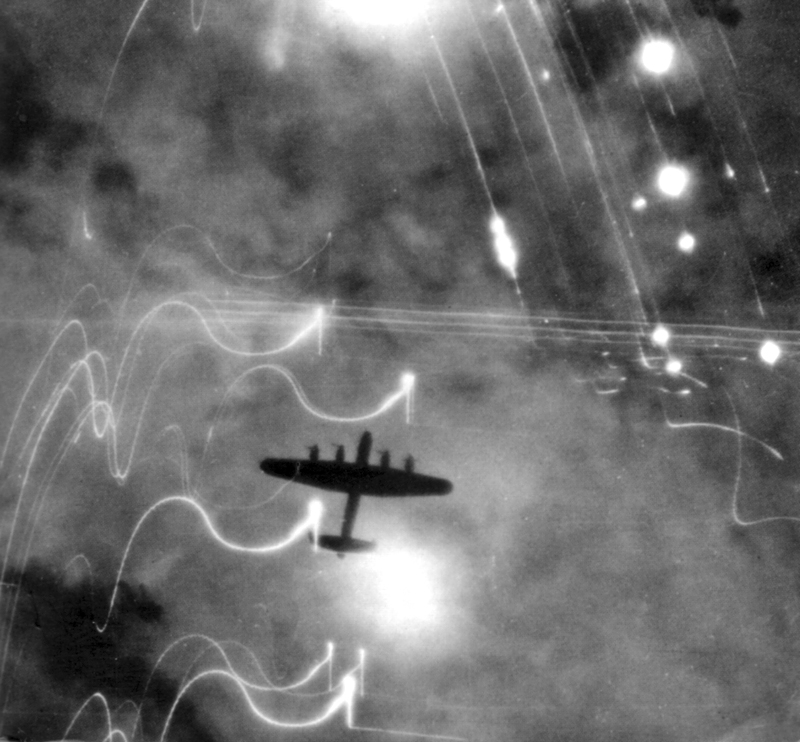
Бомбардировщик Lancaster над Гамбургом

Ночью 24-25 июля в 0:57 британская авиация начала бомбардировку, продолжавшуюся в течение 50 минут. В налёте участвовал 791 самолёт: 728 бомбардировщиков сбросили 2400 тонн бомб. Сначала самолёты сбрасывали фугасные бомбы, разрушавшие крыши домов, а затем — зажигательные. Благодаря использованию Window потери британской авиации составили всего 12 самолётов. Днём бомбардировку продолжили американские бомбардировщики.
Третья атака состоялась утром 26 июля, ночью в 0:20 вследствие плохой погоды на город было сброшено всего 2 бомбы.
В ночь 27-28 июля в рейде на Гамбург участвовало 787 самолётов: 353 бомбардировщика «Ланкастер», 244 бомбардировщика «Галифакс», 116 бомбардировщиков «Стирлинг» и 74 бомбардировщика «Веллингтон».
29 июля Гамбург вновь был атакован более чем 700 бомбардировщиками. Последняя атака состоялась 3 августа, когда вылетело 740 бомбардировщиков, однако неблагоприятные погодные условия помешали большинству из них долететь до цели.
За период с 24 по 30 июля 1943 года Королевские ВВС совершили 2355 ночных вылетов, американские — 235. Было уничтожено 74 % всех городских строений, сильные повреждения получили доки и 4 главные судоверфи. За всё время операции «Гоморра» погибло не менее 50 тысяч человек, 200 тысяч человек были ранены и обожжены, около миллиона человек стали бездомными. Более 3 тысяч самолётов сбросили около 9 тысяч тонн бомб, 250 тысяч зданий было разрушено. До конца войны на Гамбург было совершено ещё 69 налётов.

## Огненный шторм
Наибольшее число жертв было в ночь на 28 июля, когда в городе образовался сильный огненный шторм. Число жертв в эту ночь оценивается приблизительно в 40 тысяч человек, большинство из которых погибло из-за отравления продуктами горения. В огне было уничтожено около 21 квадратного километра площади города.
Последствия этого явления оказались крайне разрушительными по причине установившейся сухой и жаркой погоды, а также завалов на дорогах, которые мешали пожарным командам добираться до очагов пожаров. Из-за разности температур раскалённый воздух создал сильную тягу, буквально засасывая людей в огонь. Скорость штормового ветра на улицах достигала 240 км/ч, а его температура превышала 800 ˚С. От сильной жары горел асфальт, а люди в бомбоубежищах задыхались из-за выгорания кислорода, или сгорали заживо.

### Хронология событий

рис. 1

рис. 2

27 июля в Гамбурге образовалось редкое сочетание факторов летней погоды.
- высокое атмосферное давление: порядка 101,5 кПа. С севера располагался обширный антициклон, охватывающий Исландию, Норвегию и север европейской части СССР. С юга по линии Каспийское — Чёрное — Средиземное море — Азорские острова подпирал столь же мощный циклон. Фронт столкновения воздушных масс проходил по атлантической береговой линии Европы. В любой момент были возможны перемещения больших масс воздуха, разряжающихся сильными грозами[3].
- летняя жара; при безоблачности и безветрии средняя дневная температура составляла 26 ˚C. Но каменный город, нагревшись, образовал «тепловой остров» с температурой почти на 6 градусов выше, чем в сельской местности, где перепад температур по вертикали составлял всего лишь 0,5˚ на 100 метров. В городе же этот градиент был значительно больше и, если бы нижние слои прогрелись ещё хотя бы на 4 ˚С, то подъём воздуха был бы возможен уже на 4000 метров.
- низкая относительная влажность; обычная влажность для Гамбурга в середине июля составляет 78 %, а 27 июля она была всего лишь 30 %, а в центре города и того меньше.

Таким образом, погодные условия подготовили повышенную пожароопасную обстановку в городе.
1 час 00 минут
Первые зажигательные бомбы упали на Шпальдингштрассе (Spaldingstrasse) и Франкенштрассе (Frankenstrasse). Занялись пожары в районах Хамм (Hamm), Хаммерброк (Hammerbrook) и Ротенбургсорт (Rothenburgsort). Разрозненные пожары служили пока что целеуказанием для следующей накатывающей волны бомбардировщиков.
1 час 15 минут
Меньше, чем за 15 минут на городские районы Хамм Норд (Hamm Nord), Боргфельде (Borgfelde), Хамм Зюд (Hamm Sűd) и Хаммерброк (Hammerbrook) обрушилось 2417 тонн мин, зажигательных и фугасных бомб. Фугасные бомбы и мины разрушили здания, вскрыли их внутреннее содержимое: огонь получил пищу и манёвр для своего развития. Городские коммуникации и противопожарные системы оказались разрушены, бороться с таким количеством пожаров пожарные службы не могли, людей загнали в бомбоубежища. Город оказался беззащитным перед натиском пламени. Разрозненные очаги пожаров начали объединяться в одну пылающую топку.
Эта часть Гамбурга состояла в основном из высоких шестиэтажных зданий, которые, разгораясь, горели, как свечки.
Температура поднялась до 600 ˚С. Образовался сверхнагретый наземный слой. Однако сам по себе воздух — плохой проводник тепла и за такой короткий промежуток времени не мог быстро прогреться в больших объёмах. Но в районе бомбардировки оказались городские каналы и озера. Водяные пары устремились вверх, нагревая воздушные массы. При отсутствии горизонтальных ветров сформировались мощные вертикальные потоки. В приземном слое атмосферы образовалась область пониженного давления. Свежие потоки кислорода стали притекать со всех сторон.
Ураганные огненные смерчи со страшным воем проносились по широким (15—20 метров) улицам, разгонялись и набирали силу. На перекрёстках они сталкивались, образуя огненные вихри, выплёскивались вверх.
1 час 45 минут
Множество маленьких пожаров объединились в 2—3 больших пожара.
Высокая интенсивность бомбардировки в сочетании с метеорологическими условиями создали эффект дымовой трубы — мощных вертикальных потоков воздуха, и породили огненный смерч, который можно классифицировать как атмосферное явление.
Около 16 тыс. многоэтажных домов и 130 километров улиц оказались в горниле. В процесс было вовлечено 2 млн тонн воздуха. Из них только две пятых служило для горения. Остальное количество воздуха служило для создания вертикальной тяги.
Образовался тепловой циклон диаметром 3,5 километра и высотой до 5 километров. Температура в его центре достигла 800 ˚С.
Поскольку процесс приобрёл ярко выраженный центростремительный характер, распространения пожаров вширь по городу не произошло. Топка локализовалась и даже сузилась по сравнению с районом бомбометания (см. рис. 2)
3 часа 00 минут
В районах Берлинские Ворота (Berliner Tor) и Вандсбекское Шоссе (Wandsbeker Chaussee) образовалось сплошное море огня высотой 30-50 метров.
Огненный смерч достиг своего максимума между 3:00 и 3:30. Через час после того, как разросся гигантский пожар, пожарный департамент Гамбурга определил его интенсивность новым термином — «огненный смерч».
При такой температуре для воспламенения горючих предметов не требовалось их контакта с пламенем. Достаточно было запредельного жара. Всё бумажное, тканевое и деревянное сгорало мгновенно. Всё алюминиевое и свинцовое становилось жидким, стальное — становилось пластичным и деформировалось, не выдерживая конструкционных нагрузок. Кирпичи медленно горели и плавились, трансформировались под своим весом, как мягкая глина, и взрывались в пыль. Здания рушились.
Люди в бомбоубежищах задыхались: воздух высасывался и оттуда, кислород выгорал.
4 часа 30 минут
Ветер начал стихать, но жар ещё был нестерпим и раскалённый воздух вызывал сильнейшую боль при дыхании.
6 часов 12 минут
В топке огненного смерча выгорело всё, что могло гореть. Огни потухли, опасность распространения пламени прекратилась. Всё вокруг было подобно гигантским раскалённым углям.
До 6 августа, пока руины не остыли, проводить какие бы то ни было работы было невозможно.
Больше всего пострадал район Хаммерброк (Hammerbrook). Даже после войны, когда бульдозеры разгребали завалы, ежедневно находили человеческие останки.